# Włókna siateczkowe
Włókna siateczkowe, włókna siateczkowate, włókna retikulinowe, włókna srebrochłonne, włókna kratkowe (łac. fibrae reticulares) – delikatne włókna tkanki łącznej siateczkowej i tkanki łącznej luźnej, zbudowane z kolagenu i glikoprotein, tworzące sieci podtrzymujące komórki. Stanowią zręby narządów wewnętrznych, między innymi wątroby, śledziony i węzłów chłonnych. Wybarwiają się za pomocą soli srebra na czarno. Włókna te są wytwarzane przez fibroblasty i ich odpowiedniki np. komórki siateczki.